# Dois Mais Dois
Dois Mais Dois (estilizado como Dois + Dois) é um filme brasileiro de 2021, do gênero comédia romântica, escrito e dirigido por Marcelo Saback. É protagonizado por Carol Castro, Marcelo Serrado, Roberta Rodrigues e Marcelo Laham. Para o lançamento do filme, foi produzida pela Paris Entretenimento uma ação de marketing junto com a Gillette que mostra o ator Marcelo Serrado mudando de visual. No roteiro do filme foram incluído cases de branded content.

## Sinopse
Diogo (Marcelo Serrado) e Emília (Carol Castro) estão casados há 16 anos e têm uma filha adolescente. Após todos esses anos juntos, eles vivem uma fase entediante. Porém, um dia tudo muda quando eles descobrem que Ricardo (Marcelo Laham) e Bettina (Roberta Rodrigues), seus melhores amigos, levam um casamento aberto e são adeptos da prática de troca de casais. Eles tentam convencer Emília e Diogo que esses hábitos ajudam a manter uma relação viva.

## Elenco
- Carol Castro ... Emília[4]
- Marcelo Serrado ... Diogo
- Roberta Rodrigues ... Bettina
- Marcelo Laham ... Ricardo